# Upogebia aestuari
Upogebia aestuari är en kräftdjursart som beskrevs av Williams 1993. Upogebia aestuari ingår i släktet Upogebia och familjen Upogebiidae. Inga underarter finns listade i Catalogue of Life.